# Neubaustrecke Köln–Koblenz
Die Neubaustrecke Köln–Koblenz war eine geplante Eisenbahn-Neubaustrecke zwischen Köln und Koblenz. Das in der ersten Hälfte der 1980er Jahre verfolgte Vorhaben war das Nachfolgeprojekt der 1978 gescheiterten Neubaustrecke Köln–Groß-Gerau.
Aus ihm ging schließlich um 1985 die 2002 in Betrieb genommene Neubaustrecke Köln–Rhein/Main hervor.

## Geschichte
Nach einer positiven betriebs- und volkswirtschaftlichen Bewertung wurde das Vorhaben als neues Projekt in den Bundesverkehrswegeplan 1980 aufgenommen. Der Bundesverkehrswegeplan führte den Abschnitt Köln - Koblenz der Neubaustrecke Köln - Groß-Gerau mit Investitionskosten von 3,5 Milliarden DM. Als Projekt der Stufe II gehörte es zu jenen Projekten, die nach 1990 umgesetzt werden sollten.
1980 liefen die Planung und Abstimmungen mit den betroffenen Planungsträgern zur Vorbereitung des Raumordnungsverfahrens an. Die Detailplanung für das Projekt wurde zunächst zurückgestellt, um die Planungskapazitäten auf die in Bau befindliche Neubaustrecke Hannover–Würzburg zu konzentrieren. Über die Fortführung der Planung sollte im Rahmen der Fortschreibung zum nächsten Bundesverkehrswegeplan entschieden werden.
Um 1983 wurde die Länge der Strecke mit 101 km angegeben.
Mitte der 1980er Jahre wurde die Planung in Form einer Neubaustrecke zwischen Köln und Frankfurt wiederaufgenommen. Der Bundesverkehrswegeplan 1985 enthielt eine Neubaustrecke Köln – Rhein/Main als neues Vorhaben im vordringlichen Bedarf mit Investitionskosten von 5,445 Milliarden DM (zum Preisstand von 1983).